# Aeropuerto de Kangerlussuaq
El Aeropuerto de Kangerlussuaq (IATA:SFJ, ICAO:BGSF) es un aeropuerto en Groenlandia, desde aquí la compañía nacional, Air Greenland, hace vuelos internacionales a Copenhague con aviones de gran tamaño puesto que es el único aeropuerto de la nación que puede asistir a tales aeronaves. En el 2008 el aeropuerto atendió a 133.690 pasajeros, más del doble que el aeropuerto de la capital.
Además este aeropuerto ha tenido el honor de tener en sus pistas a dos concordes, el avión supersónico europeo, simultáneamente.

## Aerolíneas y destinos

### Destinos nacionales
| Ciudad      | Nombre del aeropuerto    | Aerolíneas    |
| ----------- | ------------------------ | ------------- |
| Groenlandia |                          |               |
| Maniitsoq   | Aeropuerto de Maniitsoq  | Air Greenland |
| Nuuk        | Aeropuerto de Nuuk       | Air Greenland |
| Sisimiut    | Aeropuerto de Sisimiut   | Air Greenland |
| Aasiaat     | Aeropuerto de Aasiaat    | Air Greenland |
| Narsarsuaq  | Aeropuerto de Narsarsuaq | Air Greenland |

### Destinos internacionales
| Ciudades por países | Nombre del aeropuerto                | Aerolíneas              | Aeronaves | Frecuencias semanales |        |
| Europa              | Europa                               | Europa                  | Europa    | Europa                | Europa |
| ------------------- | ------------------------------------ | ----------------------- | --------- | --------------------- | ------ |
| Dinamarca           |                                      |                         |           |                       |        |
| Copenhague          | Aeropuerto de Copenhague-Kastrup     | Air Greenland           | A330-841N |                       |        |
| Islandia            |                                      |                         |           |                       |        |
| Reikiavik           | Aeropuerto Internacional de Keflavík | Icelandair (Estacional) |           |                       |        |

## Servicios
La terminal está abierta las 24 horas del día en verano. El Hotel Kangerlussuaq con 3 estrellas y 70 habitaciones y restaurante está localizado dentro del edificio de la terminal. En cuanto a servicios a las aeronaves el aeropuerto tiene una pista de orientación 10/28 de 2815 metros de longitud, suficiente para atender aeronaves como B747, B777, A330.